# Rökugn (rök)
För rökugn i äldre bostadshus, se rökugn

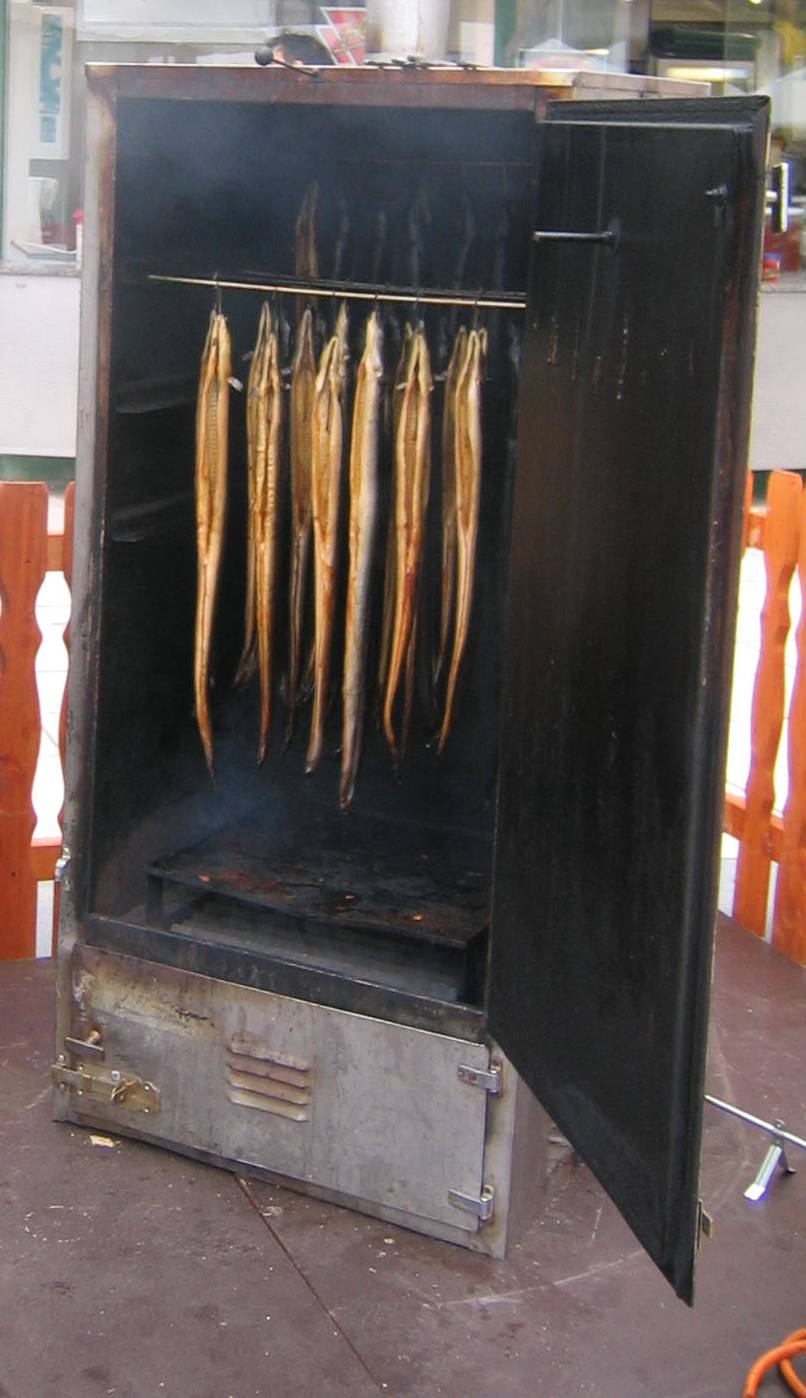
Rökugn för rökning av ål

Rökugn, eller rök, är en anordning som används för rökning av livsmedel som till exempel fisk, korv, skinka, kyckling, fläskkött, oxkött, ost och viltkött.
En rökugn består traditionellt av en eldstad för (vanligen) vedeldning med ett rökrör och ett rökskåp. Funktionerna kan vara sammanbyggda i en enhet, och energikällan kan också vara elektricitet eller gasol. 
För att få önskvärd smak på det rökta livsmedlet används spån av till exempel al, en, bok, björk, hickory, lönn eller körsbär.